# Halichoeres chlorocephalus
Halichoeres chlorocephalus là một loài cá biển thuộc chi Halichoeres trong họ Cá bàng chài. Loài này được mô tả lần đầu tiên vào năm 1995.

## Từ nguyên
Từ định danh chloropterus được ghép bởi hai âm tiết trong tiếng Hy Lạp cổ đại: khlōrós (χλωρός; “xanh lục nhạt”) và kephalḗ (κεφαλή; “đầu”), hàm ý đề cập đến màu xanh lục tươi trên đầu của cá đực và (một phần phía trước) của cá cái.

## Phạm vi phân bố và môi trường sống
H. chlorocephalus được phân bố tại tỉnh Madang (phía đông đảo New Guinea) và New Britain (Papua New Guinea), sau đó được ghi nhận thêm tại phía đông Indonesia và Palawan, Philippines. Loài cá này sống trên nền đáy bùn của đầm phá và rạn viền bờ ở độ sâu đến ít nhất là 30 m.

## Mô tả
Chiều dài lớn nhất được ghi nhận ở H. chlorocephalus là 8 cm.